# 津田啓史
津田 啓史（つだ けいし、2002年11月23日 - ）は、熊本県熊本市東区出身のプロ野球選手（内野手）。右投右打。中日ドラゴンズ所属。

## 経歴

### プロ入り前
小学校5年時に熊本市立長嶺小学校へ転校し、それに伴い中島サンダースに所属した。熊本市立長嶺中学校時代は熊本中央ボーイズでプレー。陸上部にも在籍していて、中学3年生の時には110メートル障害ハードルで県大会優勝を果たした。小・中学生時代のチームメイトに桑原秀侍がいる。
父が熊本県立熊本工業高等学校の出身で同校の野球部長であったことから「熊本工で甲子園を目指す」ことを考えていたが、中学3年生の時にボーイズ日本代表で世界一になった経験から「県外で野球がしてみたい」と考え、横浜高等学校へ進学した。高校時代は1年秋から遊撃でレギュラーとして活躍。2年生の春には第91回選抜高等学校野球大会に「2番・遊撃手」で先発出場した。3年夏の神奈川県大会では準々決勝に進出するも、三浦学苑に6-7で敗れた。同学年に度会隆輝・松本隆之介・木下幹也・庄子雄大、1学年上に及川雅貴、2学年上に万波中正・土生翔太がいた。
高校卒業後は三菱重工業へ入社し、同社のEast硬式野球部でプレー。2年目秋からレギュラーとなった。2023年、第64回JABA長野県知事旗争奪野球大会に先発出場し優勝に貢献。同年のドラフト会議にて、中日ドラゴンズから2位指名を受け、11月29日に契約金7000万円、年俸1200万円で仮契約を結んだ（金額は推定）。背番号は27。

### 中日時代
1年目の2024年は、二軍で80試合に出場し、打率.234、13打点を記録。一軍出場はなかった。11月6日に200万円減となる推定年俸1000万円で契約を更改した。
2025年6月12日、負傷の高橋周平に代わって初めて出場選手登録され、同日の東北楽天ゴールデンイーグルス戦（楽天モバイルパーク宮城）でプロ初出場を果たした。

## 選手としての特徴・人物
50m走で6.0秒を記録する俊足と、遠投120mの強肩が持ち味。
自身が目指すべき存在として、同郷出身の荒木雅博を挙げている。

## 詳細情報

### 記録

#### 初記録
- 初出場：2025年6月12日、対東北楽天ゴールデンイーグルス3回戦（楽天モバイルパーク宮城）、8回裏に村松開人に代わり遊撃手で出場[14]
- 初打席：2025年6月17日、対オリックス・バファローズ1回戦（バンテリンドーム ナゴヤ）、8回裏にルイス・ペルドモから空振り三振[17]

### 背番号
- 27（2024年[11] - ）